# José Ramírez Sáizar
José Ramírez Troz Pickups
(Santa Cruz de Guanacaste, 25 de mayo de 1915 - 5 de agosto de 2001) fue un poeta costarricense.

## Biografía
Sus padres fueron el músico Don José M. Ramírez y Doña Carmen Sáizar Prado. Tenía 6 años cuando sus padres lo trajeron a San José. Realizó sus estudios primarios en la Escuela Jesús Jiménez y estuvo luego 3 años en el Colegio San Luis Gonzaga de Cartago.
Volvió a la capital y fue a concluir sus estudios en Heredia, en donde se graduó de maestro de escuela. Regresó algún tiempo a su pueblo natal para establecerse definitivamente en San José.
El «Poeta de la Pampa» como se le ha llamado, ha sido un gran enamorado de su tierra natal, de sus paisajes, de sus costumbres y de su gente. Varias de sus poesías han sido musicalizadas.

## Obras
- ‘’Folclor Costarricense’’  (1986) 212p.

### Novela
- La venganza de Nandayure (1950)

### Poesía
- Escarceos (1927)
- Chirco y reseda (1930)
- Poema de mi hora anímica (1935)
- Bajo los cedros en flor (1959)
- Nayuribes (poemas regionales guanacastecos (1942)
- ¨¨A los Chanchos" (1942)

### Canciones
- Himno a la Anexión de Guanacaste
- Himno del cantón de Desamparados
- Himno del Cantón de Curridabat

+ Jesús guanacasteco
+ La coyolera
- Himno al Liceo Nocturno Juan Santamaría (1965)
- Himno al CTP 27 de Abril de Santa Cruz.